# 社会的包摂
社会的包摂（しゃかいてきほうせつ、ソーシャル・インクルージョン、英: social inclusion）とは、社会的に弱い立場にある人々をも含め市民ひとりひとり、排除や摩擦、孤独や孤立から援護し、社会（地域社会）の一員として取り込み、支え合う考え方のこと。社会的排除（しゃかいてきはいじょ）の反対の概念である。

## 概要
社会的排除は、社会関係に対する個人の位置を表現する概念であり、貧困問題や障害者対策など社会保障や福祉に関する政策や議論のなかで発展してきた。
かつての階級闘争論では、社会的不平等は富裕層と貧困層の所得の格差で語られたが、社会的排除論は単に経済力に裏打ちされた社会的地位だけではなく、職業・健康・教育・家庭環境・国籍・ジェンダー・年齢層・地域環境など、多元的なリスクによって決定される格差によって、人々を社会の中心に近いインサイダーと、社会から排除されたアウトサイダーに峻別すると考える新しい社会的不平等の概念である。
1970年代のフランスで、障害者や高齢者が突き当たる困難を分析する中で社会的排除という言葉が生まれた。社会的排除という言葉は、1974年にシラク内閣の社会相を務めたルネ・ルノワールが、著書『排除されたもの、十人のフランス人のうちの一人（Les Exclus : un Français sur dix）』のなかで用いてから広がったとされる。社会的排除概念は、1988年にフランスで最低参入所得（revenuminimum d'insertion, RMI）が導入されたことなどを契機に、社会問題を捉える基本的枠組みとして用いられるようになった。フランスでは共和主義的伝統のもと、広く社会的連帯の立て直しとして包摂が構想された。
社会的排除の概念は1980年代にはヨーロッパ全体で注目を集めるようになった。20世紀末のヨーロッパは急激なグローバリズムの展開によって各国ともに財政危機にあった。新自由主義が台頭し、直接給付の福祉はもはや有効ではないとしてケインズ主義的福祉国家路線は放棄された。若者と長期失業者を中心とした雇用の不安定化と貧困、逸脱行動が社会問題化し、そうしたドロップアウトした人々を他者化する考え方が蔓延していた。
長期にわたり新自由主義が席巻していた1990年代のイギリスにおいては、新自由主義に対抗するための戦略として、社会的排除が採り上げられた。新自由主義の立場では、福祉国家は「依存層を増大させる」と批判されていたが、これに対し「福祉はむしろ、排除されている人々を活動的にすることができる」という考え方が打ち出された。そして、この排除への対策として掲げられたのが「包摂（inclusion）」という概念であった。包摂の概念は、当時政治的低迷から脱却を試みていたイギリス労働党内部で浸透していった。「第三の道」を掲げたトニー・ブレアは、ニューレーバーが目指す社会を「包摂的社会（inclusive society）」と表現した。
社会的連帯の立て直しとして包摂が構想されたフランスに対し、イギリスにおいては、生活困窮層をいかに労働市場に結びつけ経済的に自立させるかが重視された。イギリス労働党の社会的包摂論に強い影響を及ぼしたのは、米国の民主党における福祉改革論議であったとされる。ハーバード大学のデビッド・エルウッドは、著書『Poor Support』(1988年)にて、就労を困難にしている要因に対処し、就労をより見返りのあるものにすることに力点を置いたアクティベーション型の議論を展開した。ビル・クリントンら民主党の改革派は、エルウッドの主張に依りながら「就労への移行を支援し就労からの見返りを高める」という福祉改革論を打ち出し、これがイギリス労働党の刷新を目指すニューレーバーにも取り入れられた。
拡大する不平等感を抑制し、より安上がりな福祉国家を再構築するため、周縁化した人々を社会に再び参加させる、社会的包摂というアプローチが政策目標として創出された。具体的には、ワークフェアやアクティベーションと呼ばれる職業訓練政策が包摂の名のもとに実施された。また、就労と切り離された包摂政策としてベーシック・インカムが議論されている。
社会的包摂の概念はノーマライゼーションと共通する概念として、北アメリカの障害者福祉や教育界に影響を与えた。1980年代には「インクルーシブ学校」や「インクルーシブ教育」といった言葉が使われるようになり、1990年代には「インクルージョン」という用語が現れ、1994年にUNESCOが発表した「特別なニーズ教育の原理・政策・実践に関するサラマンカ声明」に取り入れられて国際的な影響力を持つに至った。

## ソーシャル・インクルージョン
「一億総活躍国民会議」の民間議員である菊池桃子は、「1億総活躍」のネーミングが分かりづらいとして、代わりに「ソーシャル・インクルージョン（社会的包摂）」という名称を提案した。2006年の介護保険制度の変更により、この概念が「地域包括ケアシステム」にも影響を与えた。
世界銀行の定義では、「ソーシャル・インクルージョン」は、社会の一部を担うにあたって不利な個性を持っている人々の、能力、機会、尊厳を向上させるプロセスを含んでいる。
世界各地で、ソーシャル・インクルージョン担当閣僚が任命され、特別対策チームが設立している。2004年、南オーストラリア州首相のマイク・ラン政権で、最初のソーシャル・インクルージョン大臣が誕生した。これは1997年の、イギリスのトニー・ブレア首相によるソーシャル・エクスクルージョン・ユニットを基としていて、マイク・ランは2002年にソーシャル・インクルージョン・イニシアティブを設立していた。同政権下では、Monsignor David Cappoが指揮を執り、南オーストラリア内閣で実行委員長となり、後にソーシャル・インクルージョンの実行委員長として、社会的に不利な立場の者に広く力を与えた。Cappoは、ほとんどの社会的不利益が単一の組織による対応ではなく、「合併（joined up）」を必要とする複数の原因があることを考慮して、組織間を移動することを許可された。このイニシアチブは、南オーストラリア州政府による共通基盤の設立で、「荒れた眠っている（rough sleeping）」ホームレスのための高品質の都心のアパートを供給する Street to Home initiative、また、途中で退学することなく就学する率を向上させるために設計されたICANの柔軟な学習プログラムで、大きな投資となった。また、Cappoによるコミュニティレベルと中間レベルのケアと障害サービスの見直しの必要性に焦点を当てた「Stepping Up」報告書に基づき、メンタルヘルスサービスを改革するための大規模な資金援助が含まれていた。2007年には、オーストラリアのケビン・ラッド首相により、初めての連邦政府ソーシャル・インクルージョン大臣としてジュリア・ギラードが任命された。2021年2月12日には菅義偉内閣で孤独・孤立対策担当の国務大臣が新設され、坂本哲志少子化対策担当大臣（当時）が兼務することとなった。